# Auguste Garrebeek
Auguste Garrebeek (ur. 10 stycznia 1912 w Dworp, zm. 20 października 1973 w Asse) – belgijski kolarz szosowy i torowy, brązowy medalista olimpijski.

## Kariera
Największy sukces w karierze Auguste Garrebeek osiągnął w 1936 roku, kiedy wspólnie z Jeanem-François Van Der Motte i Armandem Putzeysem zdobył brązowy medal w drużynowym wyścigu ze startu wspólnego podczas igrzysk olimpijskich w Berlinie. Na tych samych igrzyskach rywalizację indywidualną zakończył na ósmej pozycji. W Berlinie wystartował również w drużynowym wyścigu na dochodzenie, w którym reprezentacja Belgii zajęła piątą pozycję. Ponadto w 1936 roku zdobył także medal szosowych mistrzostw Belgii, zajmując drugie miejsce w indywidualnym wyścigu ze startu wspólnego amatorów. Nigdy nie zdobył medalu na szosowych ani torowych mistrzostwach świata.